# Psychomyiellodes
Psychomyiellodes is een geslacht van schietmotten. De typesoort van het geslacht is Psychomyiellodes ungulata.

## Soorten
Het geslacht kent de volgende soorten:
- Psychomyiellodes badalus
- Psychomyiellodes dentatus
- Psychomyiellodes excavatus
- Psychomyiellodes novus
- Psychomyiellodes obscurus
- Psychomyiellodes spinifer
- Psychomyiellodes tropicus
- Psychomyiellodes ulmeri
- Psychomyiellodes ungulatus